# 夢をあきらめないで
「夢をあきらめないで」（ゆめをあきらめないで）は、岡村孝子の通算5枚目のシングル。1987年2月4日発売。発売元はファンハウス（現・ソニー・ミュージックレーベルズ）。

## オリジナル・バージョン
同時発売のアルバム『Andantino a tempo』に収録された。当初はシングル・レコードとカセットの2形態でリリースされ、1988年11月25日に8cmCD、2001年6月20日にマキシシングルとして再リリースされた。

## 解説
「夢をあきらめないで」は、1982年に "あみん" として「待つわ」で歌手デビューを果たしたのち、1985年よりソロ歌手に転向した岡村にとって、代表曲のひとつである。アルバム『Andantino a tempo』と同時発売され、このアルバムにもB面曲とともに収録されている。
岡村は「ただの失恋ソングのつもりで作りました」とインタビューで語っているが、流行り廃りのない言葉で綴られている歌詞は、岡村本人の意図する解釈を超え、スタンダード・ナンバーへと成長した。岡村は「この曲を『応援歌』として捉えられることは、自分の意図とは違う方向へ一人歩きした感じがした時もありましたが、現在でもこの曲を愛してくれていることは凄く嬉しいです。現在ステージで歌うときは、皆さんへの応援歌としての気持ちで歌っているんです。」と16年後に語っている。
B面曲の「そよ風の季節」は、沢口靖子に提供した曲のセルフカヴァーである。ただし、メロディが一部異なる。
テレビなどで使われることも多く、フジテレビ系情報番組『タイム3』のエンディングテーマや、武蔵高等予備校・東北電力のコマーシャルソングに使用されたほか、朝日放送・テレビ朝日共同制作の『熱闘甲子園』で使用されたりもした。
朝日放送の高校野球中継における高校球児たちに対しての「好きな曲アンケート」では、本楽曲が第1位に選ばれた。このように応援歌的な人気があるほか、音楽の教科書に掲載されたこともあり、卒業シーズンの定番曲である。
広く知られる楽曲である一方、岡村がソロ・デビュー以降音楽番組に出演して歌うのが稀なことから、テレビ番組で紹介される場合の多くは商品化されたライヴ映像作品が使用される。 
2007年に再結成された "あみん" として加藤晴子とともに出演したフジテレビ系バラエティ『SMAP×SMAP '07秋の豪華延長戦スペシャル』では、SMAPと一緒に歌う映像が放送された。 
同年開催のライヴにおいても披露されており、その模様は『25th Anniversary Aming Concert Tour 2007 In the prime 〜ひまわり〜』のタイトルでDVD化された。 
2005年、映画『逆境ナイン』の主題歌に使用。これを機にリマスタリングを施したシングルが2005年6月22日に「夢をあきらめないで 『逆境ナイン』 リマスタリング・バージョン」としてBMGファンハウスからリリースされた（詳細後述）。 

### オリジナル盤収録曲

#### 8cmCD /シングル・レコード
1. 夢をあきらめないで (4:42)
  - 作詞・作曲: 岡村孝子 、編曲: 田代修二

武蔵高等予備校コマーシャルソング
東北電力企業コマーシャルイメージソング
2. そよ風の季節 (4:30)
  - 作詞・作曲: 岡村孝子 、編曲: 田代修二

#### シングル・カセット
- A面

1. 夢をあきらめないで
2. 夢をあきらめないで（オリジナル・カラオケ）

- B面

1. そよ風の季節
2. そよ風の季節（オリジナル・カラオケ）

#### マキシシングル
1. 夢をあきらめないで
2. そよ風の季節
3. 夢をあきらめないで（オリジナル・カラオケ）

## 『逆境ナイン』リマスタリング・バージョン
「夢をあきらめないで 『逆境ナイン』 リマスタリング・バージョン」は、岡村孝子の通算31枚目のシングルとして2005年6月22日にBMGファンハウスから発売された。
2005年7月2日公開の映画『逆境ナイン』の主題歌に使用されたことがきっかけで、オリジナル曲音源に最新デジタル・リマスタリングを施した形で発売したもの。
映画公開前の6月26日に半蔵門のTOKYO FM HALLにて同映画の試写会が開催。、岡村も参加。生で本曲を披露した。
カップリング曲の「フックエンド・マナーの丘」は書き下ろし。本シングルと同じバージョンは2008年時点でアルバム未収録となっているが、コーラスなどを追加した形のものが15枚目のアルバム『四つ葉のクローバー』（2006年5月24日）にアルバム・バージョンとして収録された。
フックエンド・マナーとは、以前レコーディングのために通っていたイギリス・チェッケンドンの番地であり、その場所のなだらかな地平線をイメージしながら書いた曲だという（本人談）。
初回生産限定盤のみDVD付。過去に発売されたライヴDVDから同曲の歌唱映像を集めた「夢をあきらめないで ヒストリーDVD」となっている。
1987年、1988年、1990年、1992年、2002年の全5公演分を収録している。

### リマスタリング盤収録曲
1. 夢をあきらめないで 『逆境ナイン』 リマスタリング・バージョン　（4:44）
  - 作詞・作曲: 岡村孝子 、編曲: 田代修二

映画「逆境ナイン」主題歌
2. フックエンド・マナーの丘　（4:47）
  - 作詞・作曲: 岡村孝子 、編曲: 萩田光雄
3. 夢をあきらめないで 『逆境ナイン』 リマスタリング・バージョン 〜インストゥルメンタル〜
4. フックエンド・マナーの丘 〜インストゥルメンタル〜

## エピソード
- 1988年にフジテレビ系で放送されたクイズ番組『クイズ!年の差なんて』の歌詞穴埋め問題では、アダルトチームに対して「熱く生きる○○○が」の部分が出題された[注 3]。
- 1996年、テレビ朝日系全国ネット（福井放送・テレビ宮崎は除く）で放送された『27時間チャレンジテレビ』における「チャレンジソングベスト100」では総合18位にランクインし、本曲のクリップに合わせスタジオの小宮悦子（総合司会）、トータス松本、つんく♂、安室奈美恵らがこの曲を口ずさんでいた。
- 2008年9月13日、テレビ朝日系で放送された『SmaSTATION!!』における「アラフォー女性[注 4]が選ぶ元気が出る曲BEST20-女性ボーカリスト」の第6位にランクインした。
- とんねるずのアルバム『みのもんたの逆襲』（1991年リリース）には本曲のパロディソングである「夢をあきらめないわ」が収録されている[注 5]。
- ZARDの坂井泉水も当初「負けないで」（1993年リリース）の歌詞を「最後まであきらめないで」と構想していたが、本曲と被ることもあり「最後まで走り抜けて」に変更した。
- 岡村の元夫である石井浩郎は肝炎からのリハビリ時に、当時石井と同僚の野茂英雄が持ってきたカセットテープに入っていたこの曲に感動して岡村のコンサートでその楽屋を訪ね、そこから交際が始まり1997年に結婚へ至ったが、2003年に離婚している。

### DVD収録曲
1. 夢をあきらめないで
  - 1987年12月22日～24日・日本青年館
  - 1988年12月24日・東京ベイNKホール
  - 1990年9月1日・コニファーフォレスト
  - 1992年12月11日～12日・日本武道館
  - 2002年9月6日・渋谷公会堂

## 収録作品
- 夢をあきらめないで
  - Andantino a tempo
  - liberté　（3rd アルバム）
  - HISTOIRE
  - 夢をあきらめないで
  - 岡村孝子ベスト SUPER BEST 2000
  - DO MY BEST
  - T's BEST season 1
  - Kiss 〜dramatic love story〜　（コンピレーション・アルバム）
- 夢をあきらめないで （Remix）
  - After Tone
- 夢をあきらめないで 『逆境ナイン』リマスタリング・バージョン
  - TOY BOX
- そよ風の季節
  - Andantino a tempo
- フックエンド・マナーの丘
※アルバム未収録
- フックエンド・マナーの丘 （Album Version）
  - 四つ葉のクローバー

## カバー・バージョン
- 金月真美（1997年） - 藤崎詩織名義のアルバム『My Sweet Valentine』に収録。
- 乙葉（2002年） - プロモーション盤『Otoha CD Volume 0』に収録。
- 優木まおみ（2003年） - アルバム『Real My Heart』に収録。
- たかはし智秋、今井麻美、中村繪里子（2007年） - THE IDOLM@STER RADIO TOP×TOP!』に収録。
- 茉奈 佳奈（2009年） - アルバム『ふたりうた2』に収録。
- 銀杏BOYZ（2009年）『ボーイズ・オン・ザ・ラン』に収録。
- 安倍なつみ（2010年） - シングル『雨上がりの虹のように』に収録。
- 稲垣潤一 duet with 小比類巻かほる（2010年） - アルバム『男と女3』に収録。
- スコット・マーフィー（2010年） - カバーアルバム『Guilty Pleasures 4』に収録。現在、『世界!ニッポン行きたい人応援団』のエンディングテーマに使用されている。
- 川嶋あい（2011年） - カバーアルバム『My Favorite Songs 〜Wing〜』に収録。
- やなわらばー（2011年） - カバーアルバム『泣唄 笑唄』に収録。
- 野辺留しおり（2012年） - 、アルバム『のんびりいこうよ』に収録。
- Anly（2015年） - 大塚製薬「カロリーメイト」のCMソングとして使用[4]。シングル「笑顔/いいの」に収録。
- 高橋美之（2022年） - 配信シングル『あいのことば』のc/w曲。